# Ловетт (порноакторка)
Лове́тт (англ. Lovette), справжнє ім'я Рене́ М. Пейдл (англ. Renee M. Paidle; 27 січня 1973, Саут-Бенд, Індіана) — колищня американська порноакторка, еротична модель і стриптизерка.

## Біографія
Народилась 27 січня 1973 року в Саут-Бенді, штат Індіана. У період навчання у вищій школі танцювала в чирлідерській команді. Після закінчення школи вступила до коледжу, однак вирішила стати танцюристкою. Як танцюристка мала досить успішну кар'єру і гастролювала США.
У 1995 році потрапила в порноіндустрію, куди її привів у віці 22 років Дік Насті, дебютувавши у фільмі «Interview: Doin the Butt» того ж року. Знімалась у жанрі жорсткого порно, стала відомою завдяки сценам анального сексу та подвійного проникнення. Працювала з такими відомим студіями, як Rosebud, Sin City, Vivid, Evil Angel, Anabolic Video, Wicked Pictures, VCA, Private та ін. Усього з 1995 по 2008 роки знялась у близько 300 порнофільмах. У 1995 році була удостоєна премії AVN Awards в категорії «Найкраща сцена анального сексу — фільм» за стрічку «Gregory Dark's Sex Freaks», також за цей фільм була номінована на «Найкращу акторку другого плану — фільм». Також знімалась для еротичних журналів Score, D-Cup, Score Xtra і Gent.
Після 2003 року залишила порноіндустрію, однак працювала як фотомодель для власного вебсайту. Також танцювала у нічних клубах як стриптизерка.
Одружена, має двох дітей.

## Вибрана фільмографія
| Назва                     | Студія                   | Рік  |
| ------------------------- | ------------------------ | ---- |
| Gregory Dark's Sex Freaks | Evil Angel               | 1995 |
| Anal Webb                 | Zane Entertainment Group | 1995 |
| Nasty Nymphos 9           | Anabolic Video           | 1995 |
| Max 8: The Fugitive       | Frontier Media           | 1995 |
| Mellon Man 7              | Avica Entertainment      | 1996 |
| Pure                      | Wicked Pictures          | 1996 |
| Sex Patrol                | Ultimate Video           | 1997 |

## Нагороди та номінації
| Рік  | Премія      | Номінація                                                                                         | Фільм                     | Результат |
| ---- | ----------- | ------------------------------------------------------------------------------------------------- | ------------------------- | --------- |
| 1996 | AVN Awards  | Найкраща нова старлетка                                                                           | —                         | Номінація |
| 1997 | AVN Awards  | Найкраща акторка другого плану — фільм                                                            | Gregory Dark's Sex Freaks | Номінація |
| 1997 | AVN Awards  | Найкраща сцена анального сексу — фільм (з Джоном Декером, Майклом Дж. Коксом, Ніком Істом та ін.) | Gregory Dark's Sex Freaks | Перемога  |
| 1997 | XRCO Award  | Найкраща (парна) сцена з чоловіком і жінкою (з Максом Хардкором)                                  | Max 8: The Fugitive       | Перемога  |
| 1997 | NMAE Awards | Найкраща старлетка (вибір шанувальників)                                                          | —                         | Перемога  |